# TUIアレーナ
ZAGアレーナ (旧Preussag Arena and TUI Arena)は、ドイツ・ハノーファーに所在する屋内アリーナ。2000年のハノーファー国際博覧会に向けて建設された。
2001年からDELのハノーファー・スコーピオンズの本拠アリーナだけでなく、レナの凱旋ライブなどのコンサートなどが中心である。2008年にはブンデスビジョン・ソング・コンテストが開催。